# Chrystoforiwka (obwód mikołajowski)
Chrystoforiwka (ukr. Христофорівка) – wieś na Ukrainie, w obwodzie mikołajowskim, w rejonie basztańskim. W 2001 liczyła 1061 mieszkańców.